# Sudstroum
Sudstroum S.àr.l & Co S.e.c.s. mit Sitz in Esch an der Alzette ist ein Stromanbieter für das Großherzogtum Luxemburg. Das Unternehmen beliefert private Haushalte sowie Unternehmen mit elektrischer Energie bzw. Elektrizität.
Zudem ist Sudstroum S.àr.l & Co S.e.c.s. im Bereich Elektrizitätsversorgung der Verteilnetzbetreiber innerhalb des Gebiets der Gemeinde und Stadt Esch an der Alzette und betreibt ein Mittel- und Niederspannungsnetz.
Der Name Sudstroum besteht aus den Wörtern  sud, das französische Wort für Süden, vermutlich ein Wortspiel das auf die Grenznähe des luxemburgischen Verteilnetzbetreibers zu Frankreich hindeutet, und stroum, das luxemburgische Wort für den elektrischen Strom.
Das Unternehmen ist im vollen Eigentum der Gemeinde und Stadt Esch an der Alzette und somit vergleichbar mit einem öffentlichen Versorgungsunternehmen oder einem Stadt- oder Gemeindewerk.

## Geschichte
Auf Grund der Liberalisierung und Entflechtung der Energiemärkte in der Europäischen Union wurde das Unternehmen am 27. Juni 2007 von der Gemeinde Esch an der Alzette gegründet. Am 1. Juli 2008 begann das operative Geschäft und die Übernahme der Stromkunden von der Escher Gemeinde. Am 27. November 2009 wurde der erste Haushalt außerhalb der Gemeinde Esch an der Alzette beliefert und am 1. Januar 2010 wurde der erste Großkunde außerhalb der Gemeinde Esch an der Alzette beliefert. Am 15. Januar 2013 nahm Sudstroum am Brillplatz in Esch an der Alzette seine ersten Ladestationen für Elektroautos in Betrieb.